# Aiguefonde
 Aiguefonde  là một xã thuộc tỉnh Tarn, trong vùng Occitanie ở miền nam nước Pháp. Xã này nằm ở khu vực có độ cao trung bình mét trên mực nước biển.
Sông Thoré tạo thành một phần ranh giới phía bắc thị trấn.